# Kekau'ōnohi
Kekau'ōnohi, née en 1805 à Maui et morte le 2 juin 1851 à Honolulu (Hawaï), est une princesse royale hawaïenne, dernière fille du roi Kamehameha Ier et demi-sœur des rois Kamehameha II et Kamehameha III.
Son prénom est contesté ; il est donné comme Mikahela dans le livre Mahele de 1848 et comme Miriam dans des sources ultérieures.

## Biographie
Kekau'ōnohi est née vers 1805 sur l'île de Maui. Son père était Kamehameha Ier, premier souverain de l'Archipel hawaïen et fondateur de la monarchie hawaïenne. Sa mère était Kahakuhaʻakoi Wahinepio, sœur du noble Boki.
Après la mort de son demi-frère Kamehameha II à Londres, Kekau'ōnohi est allée à Kauai pour vivre avec son demi-frère Kahalai'a Luanu'u, qui a été gouverneur de Kauai de 1824 à 1825. Kekau'ōnohi est elle-même gouverneure de l'île de Kauai vers 1840-1845.
Comme les autres membres de la famille royale, Kekau'ōnohi était une protestante convaincue. En 1840, son demi-frère Kamehameha III a créé la Chambre des Nobles avec l'adoption d'une Constitution, la première de l'histoire hawaïenne. Elle était parmi les premiers membres avec le roi et quelques-uns de ses ministres.
Après la mort de la reine douairière Ka'ahumanu en 1832, Kekau'ōnohi se remarie avec le veuf de cette dernière, Kealiʻiahonui, fils de l'ancien roi de Kauai KaumualiʻI. Le couple donne naissance à une fille : Kiliwehi.
En 1848, Kekau'ōnohi a reçu la deuxième plus grande attribution de terres, soixante-dix-sept parcelles de terre, faisant d'elle l'une des plus grandes propriétaires foncier après le roi. Elle a hérité de la plupart des terres de la famille de son mari ainsi que les terres qui lui ont été données par ses autres parents dont le roi Kamehameha III.  
Elle meurt à Honolulu le 2 juin 1851 à l'âge de 46 ans.